# Tasting the Tears
Tasting the Tears è il nono album in studio del gruppo musicale italiano Eldritch, pubblicato il 18 febbraio 2014 dalla Scarlet Records.

## Tracce
1. Inside You – 5:58
2. Tasting the Tears – 6:08
3. Alone Again – 5:09
4. Waiting for Something – 3:22
5. Seeds of Love – 4:12
6. The Trade – 4:15
7. Something Strong – 4:24
8. Don't Listen – 3:42
9. Iris – 3:29
10. Love from a Stone – 3:42
11. Clouds – 4:35

Traccia bonus nell'edizione limitata
1. I Will Remember – 4:04 – originariamente interpretata dai Queensrÿche

## Formazione
- Terence Holler – voce
- Eugene Simone – chitarra
- Rudj Ginanneschi – chitarra
- John Crystal – basso
- Gabriele Caselli – tastiera
- Raffahell Dridge – batteria